# Сосновка (Первомайский район)
Сосно́вка — село  в Первомайском районе Алтайского края России. Входит в состав Бобровского сельсовета.

## История
Село основано в советское время, в 1939 году.

## География
Поселение находится в приобской правобережной лесостепной зоне.
Уличная сеть:
В селе одна улица — Лесная.
Климат
Климат континентальный. Продолжительность периода с устойчивым снежным покровом составляет 160-170 дней, абсолютный минимум температуры воздуха достигает -50 °C. Средняя температура января −19,9 °C, июля +19 °C. Безморозный период длится 110 – 115 дней, абсолютный максимум температуры воздуха достигает +33-35 °C. Годовое количество атмосферных осадков – 360 мм.
Расстояние до:
- районного центра Новоалтайск: 23 км.
- краевого центра Барнаул: 32 км.

Ближайшие населенные пункты
Бобровка 11 км, Рассказиха 14 км, Лесной 14 км, Малая Речка 19 км, Фирсово 22 км, Покровка 24 км, Санниково 24 км, Баюновские Ключи 26 км.

## Население
| 1997 | 1998 | 1999 | 2000 | 2001 | 2002 | 2003 |
| ---- | ---- | ---- | ---- | ---- | ---- | ---- |
| 855  | ↘794 | ↘784 | ↘712 | ↗725 | ↘701 | ↘692 |
| 2004 | 2005 | 2006 | 2007 | 2008 | 2009 | 2010 |
| ↘655 | ↗671 | ↗698 | ↗706 | →706 | ↘696 | ↘326 |
| 2011 | 2012 | 2013 |      |      |      |      |
| ↗710 | ↘686 | ↘645 |      |      |      |      |

## Инфраструктура
В селе есть школа, КГСОУ «Бобровский психоневрологический интернат», при нём подсобное хозяйство, пилорама, 2 магазина, сельский клуб, ФАП.
Бобровским сельсоветом Первомайского района в 2011 году разработан генеральный план с целью улучшения социальных условий жителей села (расчетный срок — до 2030 года). Предусмотрена газификация, строительство детского сада, спортивной площадки и сквера; кафе; аптеки и магазина; реконструкция школы.
Почтовое отделение, обслуживающее село Сосновка, находится в административном центре — селе Бобровка.
Транспорт
Село соединяет с районным и областным центром федеральная автомагистраль Р-256 Чуйский тракт (Новосибирск—Бийск—Монголия), автодорога Р374 «Белоярск — Заринск» и сеть региональных автодорог. Ближайшая железнодорожная станция Алтайская находится в городе Новоалтайск.